# Яллоу, Мухаммад
Мухаммад Яллоу (англ. Muhammad Jallow; род. XX век) — гамбийский государственный и политический деятель. С августа 2019 года по май 2020 года был генеральным секретарём и главой государственной службы Гамбии. Работает вице-президентом Гамбии с февраля 2023 года.

## Биография
22 августа 2019 года президент Гамбии Адама Бэрроу назначил его генеральным секретарём и главой государственной службы страны. Мухаммад Яллоу сменил на этой должности Эбриму Камару, который был переведен во Внешнюю службу Гамбии. Ранее Мухаммад Яллоу работал статс-секретарём в канцелярии президента Гамбии.
С 26 мая 2020 года его преемником на должности генерального секретаря и главы государственной службы Гамбии стал Нуха Турей, после того, как Мухаммад Яллоу ушёл в отставку днём ранее и был назначен заместителем исполнительного секретаря Постоянного секретариата Сенегала и Гамбии.
После смерти вице президента Гамбии Бадары Джуфа 24 февраля 2023 года, Мухаммад Яллоу был назначен на эту должность.